# (100402) 1995 YP20
(100402) 1995 YP20 es un asteroide perteneciente al cinturón de asteroides, descubierto el 25 de diciembre de 1995 por el equipo del Spacewatch desde el Observatorio Nacional de Kitt Peak, Arizona, Estados Unidos.

## Designación y nombre
Designado provisionalmente como 1995 YP20.

## Características orbitales
1995 YP20 está situado a una distancia media del Sol de 2,589 ua, pudiendo alejarse hasta 3,072 ua y acercarse hasta 2,107 ua. Su excentricidad es 0,186 y la inclinación orbital 3,375 grados. Emplea 1522 días en completar una órbita alrededor del Sol.

## Características físicas
La magnitud absoluta de 1995 YP20 es 16,3.